# 北比尤納維斯塔 (愛荷華州)
北比尤納維斯塔（英語：North Buena Vista）是一個位於美國愛荷華州克萊頓縣的城市。

## 地理
北比尤納維斯塔的座標為42°40′45″N 90°57′54″W / 42.67917°N 90.96500°W，而該地的平均海拔高度為198米（即650英尺）。

## 人口
根據2010年美國人口普查的數據，北比尤納維斯塔的面積為2.69平方千米，當中陸地面積為2.59平方千米，而水域面積為0.10平方千米。當地共有人口121人，而人口密度為每平方千米44人。